# Поллукс (звезда)
По́ллукс (β Gem, β Близнецов, Бета Близнецов) — ярчайшая звезда в созвездии Близнецов и 17-я по яркости звезда неба. Она ярче, чем α Близнецов (Кастор), хотя в каталоге Байера помечена как «β».
Поллукс находится на расстоянии 34 световых лет от Солнца и является ближайшей к нам звездой-гигантом. Спектр этой звезды хорошо изучен, в 1943 году описан и с тех пор часто служит спектром сравнения.

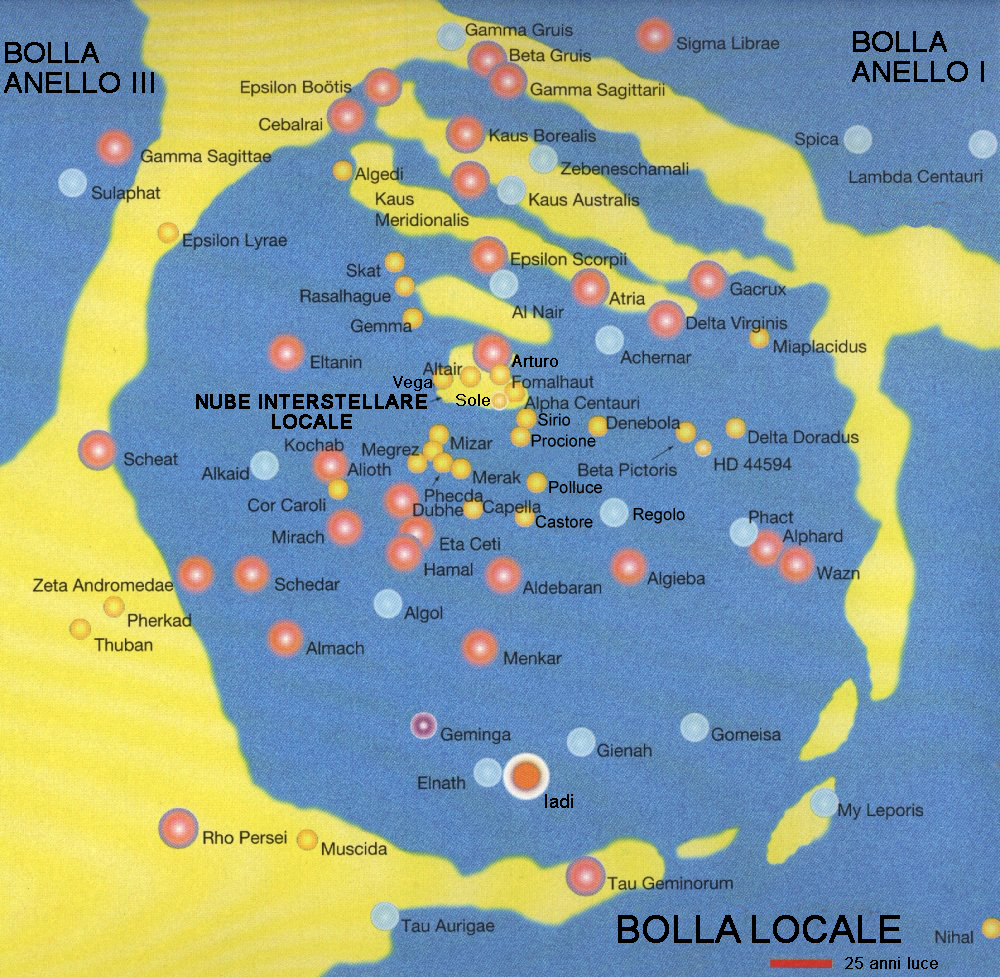
Структура Местного пузыря. Показано положение Поллукса, Солнца и других звёзд. Изображение ориентировано так, что звёзды, ближайшие к центру Галактики, находятся на его вершине

## Физические характеристики

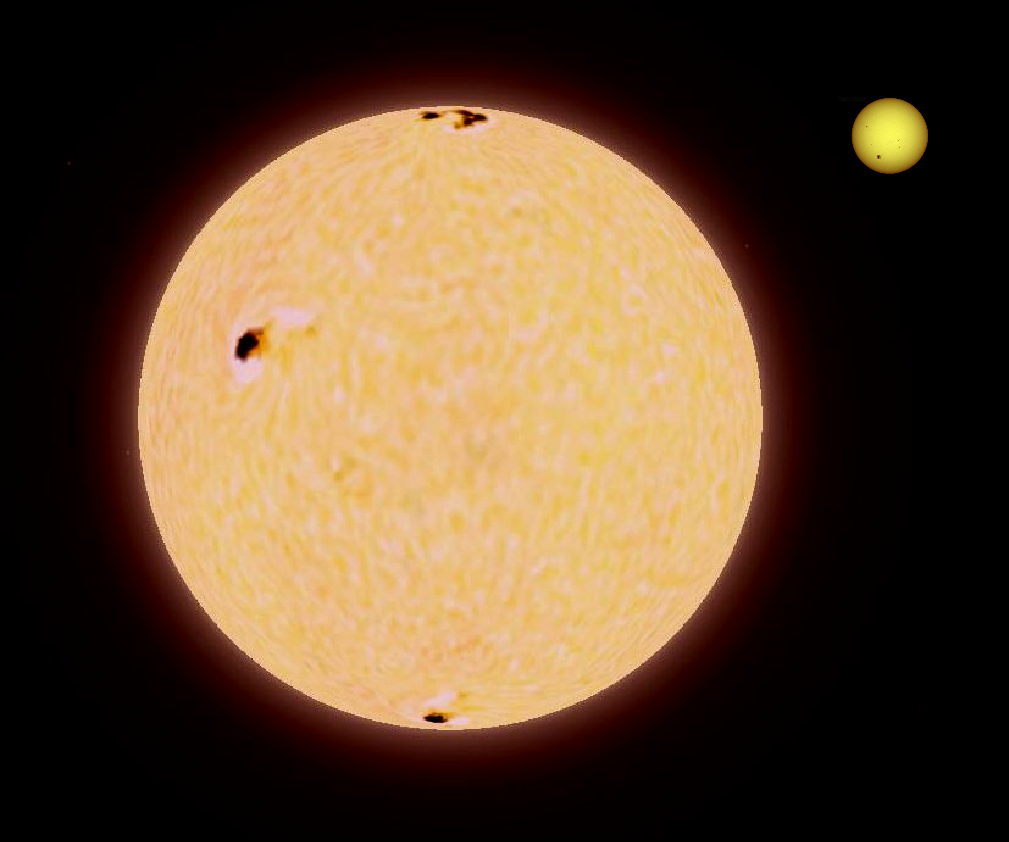
Сравнительные размеры Поллукса (слева) и Солнца (справа)

Средняя видимая звёздная величина Поллукса — 1,15m. Предполагается, что Поллукс — переменная звезда с колебаниями блеска от 1,10m до 1,17m. Поллукс находится на 6,7 градуса к северу от эклиптики, в настоящее время слишком далеко на север, чтобы быть покрываемым Луной. Последнее покрытие Поллукса Луной, видимое с Земли, произошло 30 сентября 117 г. до н. э.
Поллукс является оранжевым гигантом спектрального класса K0 IIIb. Его масса вдвое больше, чем у Солнца, а радиус — в девять раз. Температура на поверхности составляет 4700-4900 K, а металличность лежит в диапазоне от 85 % до 155 % солнечной.
Раньше Поллукс был звездой спектрального класса A, но он уже израсходовал запасы водорода в ядре и сошёл с главной последовательности. Сейчас Поллукс находится на ветви красных гигантов, либо в красном сгущении.
Измерения параллакса астрометрическим спутником Hipparcos показывают, что Поллукс находится на расстоянии около 33,78 световых лет (10,36 парсека) от Солнца.
Известно, что звезда имеет слабое магнитное поле: светимость звезды в рентгеновском диапазоне составляет около 1027 эрг/с и приблизительно равна таковой у Солнца. Магнитное поле на её поверхности имеет величину около 1 гаусса: это одно из наименьших значений для звёзд. Предполагается, что в прошлом Поллукс был Ap-звездой, и его магнитное поле было гораздо сильнее.

## Происхождение названия
Поллукс был назван по имени одного из мифических близнецов Диоскуров — Полидевка, матерью которого была красавица Леда, а отцом — Зевс.
Древние арабы называли звезду Al-Ras al-Taum al-Mu’ahar, «голова второго близнеца».

## Планетная система
Наличие планеты у Поллукса предполагалось с 1996 года, так как у звезды наблюдались колебания лучевой скорости. В 2006 году группа астрономов подтвердила наличие у Поллукса экзопланеты. Она носит название Фестий, в честь одного из персонажей греческой мифологии. Подсчитано, что её масса как минимум в 2,3 раза больше массы Юпитера. Планета обращается вокруг Поллукса с периодом около 590 дней.
Планета b